# Municipio de Marion (condado de Morgan)
El municipio de Marion (en inglés: Marion Township) es un municipio ubicado en el condado de Morgan en el estado estadounidense de Ohio. En el año 2010 tenía una población de 1323 habitantes y una densidad poblacional de 13,58 personas por km².

## Geografía
El municipio de Marion se encuentra ubicado en las coordenadas 39°29′55″N 81°52′59″O / 39.49861, -81.88306. Según la Oficina del Censo de los Estados Unidos, el municipio tiene una superficie total de 97.46 km², de la cual 97,23 km² corresponden a tierra firme y (0,24 %) 0,23 km² es agua.

## Demografía
Según el censo de 2010, había 1323 personas residiendo en el municipio de Marion. La densidad de población era de 13,58 hab./km². De los 1323 habitantes, el municipio de Marion estaba compuesto por el 75,21 % blancos, el 13,83 % eran afroamericanos, el 0,76 % eran amerindios, el 0,15 % eran asiáticos, el 0,23 % eran de otras razas y el 9,83 % eran de una mezcla de razas. Del total de la población el 1,06 % eran hispanos o latinos de cualquier raza.